# Santa Maria della Grazia (Lecce)
A Santa Maria della Grazia egy templom Lecce történelmi központjában.

## Leírása
A templom a 14. században épült egy csodatevő Szűz Mária festmény elhelyezésére. Michele Coluccio theatinus szerzetes tervei alapján épült fel. A kétszintes templom barokk főhomlokzatának szembetűnő elemei a gazdagon, szobrokkal díszített timpanon, valamint a portál és az azt közrefogó korinthoszi lizénák. A homlokzati fülkékben Péter és Pál apostol szobrai állnak. A templom belsője egyhajós, latin kereszt alaprajzú. A templom fő látnivalói Oronzo Tiso leccei művész festményei. A főoltár díszítő festmény a lerombolt Santa Maria al Tempio-templomból származik.